# Kheireddine
Kheireddine (în arabă خير الدين) este o comună din provincia Mostaganem, Algeria.
Populația comunei este de 27.606 locuitori (2008).